# Friedrich Goetze
Friedrich Wilhelm Goetze (* 27. November 1856 in Gut Berg vor Eilenburg; † 22. November 1924 in Burscheid) war ein deutscher Maschinenschlosser und Lokomotivführer, der sich zum Erfinder weiter entwickelte.

## Leben
Friedrich Wilhelm Goetze wurde im Gutsbezirk von Gut Berg vor den Toren der sächsischen Stadt Eilenburg geboren. Sein Vater war Müllerknappe, später Mehlhändler. Durch Tätigkeit beim Eisenbahnbau kam Goetze ins Rheinland nach Burscheid und heiratete dort 1882 Mathilde Pfeiffer, mit der er dann in der dortigen Thielenmühle lebte.

## Berufliche Laufbahn
Nach einer Ausbildung zum Maschinenschlosser arbeitete Goetze zunächst in einer Lokomotivfabrik in Erfurt. Während der anschließenden Wanderzeit fand er Beschäftigung als Maschinist einer Feldbahnlokomotive beim Bau der Nebenstrecke Opladen–Lennep der Bergisch-Märkischen Eisenbahn-Gesellschaft. Danach fand er eine Anstellung als Maschinenmeister bei der Mechanischen Streichgarnspinnerei Urbahn & Kotthaus in Burscheid. Nach seiner Heirat beschäftigte er sich in seiner Freizeit mit Fragen zu Dichtungen für den Maschinen- und Motorenbau. Dabei entwickelte er Metall-Asbest-Dichtungen für Stopfbüchsen und Kolbenringe von Dampflokomotiven. Am 8. Juli 1887 gründete er in Burscheid-Thielenmühle einen eigenen Betrieb. Aus diesem Kleinbetrieb entwickelte sich das international bekannte und anerkannte Unternehmen Goetze AG. 1895 wurde eine eigene Gießerei errichtet, 1912 wurde die Produktion von Kolbenringen aufgenommen. Zu dieser Zeit wurden 200 Mitarbeiter beschäftigt. Seit 1998 ist die Goetze AG ein Tochterunternehmen der Federal-Mogul Holdings Corporation.
Friedrich Wilhelm Goetze hat mit seiner Erfindung der Metalldichtung die Entwicklung im Maschinen- und Motorenbau entscheidend beeinflusst.